# Hulttjärnen, Västmanland
Hulttjärnen är en sjö i Hällefors kommun i Västmanland och ingår i Göta älvs huvudavrinningsområde.